# Stan Kasten
Pour les articles homonymes, voir Kasten.
Stan Kasten (né le 1er février 1952 à Lakewood Township, New Jersey) est le président des Washington Nationals. Il est devenu président de l'équipe après que le groupe d'investisseurs menés par Theodore N. Lerner fut reconnu en tant que propriétaire principal des Nationals par la Major League Baseball.
Avant de prendre la tête des Nationals, Kasten fut durant longtemps dirigeant dans les équipes sportives professionnelles à Atlanta, collaborant avec Ted Turner, débutant en 1979, devenant à 27 ans le plus jeune General Manager de la NBA aux Atlanta Hawks, un poste qu'il occupa jusqu'en 1990. Il devint président des Hawks en 1986.
Kasten est également devenu président des Atlanta Braves en 1986. En 1999, lorsque la Ligue nationale de hockey choisit la ville d'Atlanta pour créer une nouvelle franchise d'expansion, Kasten devint le président des Thrashers d'Atlanta, ainsi que le gérant de la nouvelle Philips Arena.
Kasten occupa ce poste jusqu'en 2003.
Kasten est diplômé de Columbia Law School et de Rutgers University.
Stan Kasten est marié et a quatre enfants.